# Budaliget
Budaliget ([ˈbudɒligɛt], en allemand : Neuriß) est un quartier de Budapest situé dans le 2e arrondissement entre les collines de Buda et les monts du Pilis, à la frontière avec Solymár. 